# Lodewijk Errembault

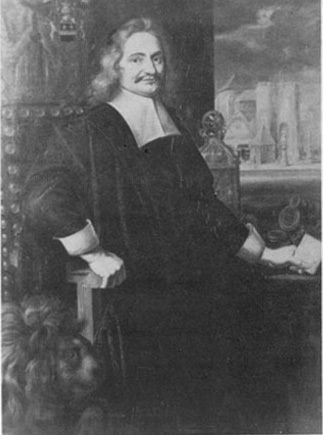
Lodewijk Errembault

Ridder Lodewijk Errembault (Doornik, 7 mei 1625 - 14 juli 1694), heer van Dudzele en Fermont, was lid van de oude familie Errembault uit de graafschappen Vlaanderen en Henegouwen en speelde een voorname rol als jurist in de Zuidelijke Nederlanden.

## Levensloop
Louis Errembault was de zoon van Gilles Errembault (1595-1667), griffier van de schepenschappen in Doornik. Hij werd poorter van Doornik op 9 februari 1650 en trouwde op 5 augustus van dat jaar met Marie van der Beken (1629-1712), dame van Coutre, dochter van Denis van der Beken, raadsheer bij de Raad van Vlaanderen en van Marie Hovine.
Door koning Filips IV van Spanje werd hij in 1651 benoemd tot raadsheer bij het baljuwschap van Doornik en in 1657 tot raadsheer en rekwestmeester bij de Grote Raad van Mechelen.  
In 1668 volgde hij Jean-Baptiste della Faille d'Assenede op als voorzitter van de Raad van Vlaanderen, deze hoge functie cumulerende met die raadsheer-trezorier en zegelbewaarder van de oorkonden van het graafschap Vlaanderen. Koning Karel II van Spanje benoemde hem tot commissaris en algemeen intendant voor het graafschap Vlaanderen en tot inspecteur van de Spaans-Belgische troepen, met de opdracht te waken over de uitvoering van het reglement op de militie. 
Toen Gent in 1678 tijdens de Hollandse Oorlog werd veroverd door de troepen van Lodewijk XIV, aanvaardde Errembault trouw te zweren aan deze vorst en werd hij koninklijk commissaris benoemd voor de vernieuwing van de Gentse magistraat. Na de sluiting van de Vrede van Nijmegen keerden de Zuidelijke Nederlanden terug onder het bestuur van Spanje. De Franse legermacht verliet Gent in 1679 en Errembault verloor zijn voorzitterschap van de Raad van Vlaanderen.
Errembault bleef trouw aan de Franse koning. Hij werd raadsheer van de koning en voorzitter van de Soevereine Raad van Henegouwen in Doornik, voor de periode dat de Fransen er nog overheersten.